# Stagnant Glacier
Der Stagnant Glacier  (englisch für Ruhender Gletscher) ist ein Gletscher an der Küste des ostantarktischen Mac-Robertson-Lands. Er liegt südöstlich des Ritchie Point und östlich der Jetty-Halbinsel am Westrand des Amery-Schelfeises.
Vorgeblich nahmen russische Wissenschaftler die Benennung vor.